# Скрадсько-Село
45°33′ пн. ш. 15°21′ сх. д. / 45.55° пн. ш. 15.35° сх. д.
Скрадсько-Село (хорв. Skradsko Selo) — населений пункт у Хорватії, в Карловацькій жупанії у складі громади Рибник.

## Населення
Населення за даними перепису 2011 року становило 25 осіб.
Динаміка чисельності населення поселення: